# Victoria, Virginia
Victoria är en kommun (town) i Lunenburg County i Virginia. Vid 2010 års folkräkning hade Victoria 1 725 invånare. Victoria är kommunen med den största folkmängden i countyt.